# Fritz Ligges
Fritz Ligges (n. 29 iulie 1938, Dortmund, Germania Nazistă – d. 21 mai 1996, Ascheberg, Renania de Nord-Westfalia, Germania) a fost un sportiv ce a reprezentat Germania, medaliat olimpic. A participat la 3 ediții ale Jocurilor Olimpice (1964, 1972, 1984) în care a câștigat o medalie de aur și 3 medalii de bronz.